# Wormaldia bilamellata
Wormaldia bilamellata là một loài Trichoptera trong họ Philopotamidae. Chúng phân bố ở miền Cổ bắc.